# Mezzo Mix

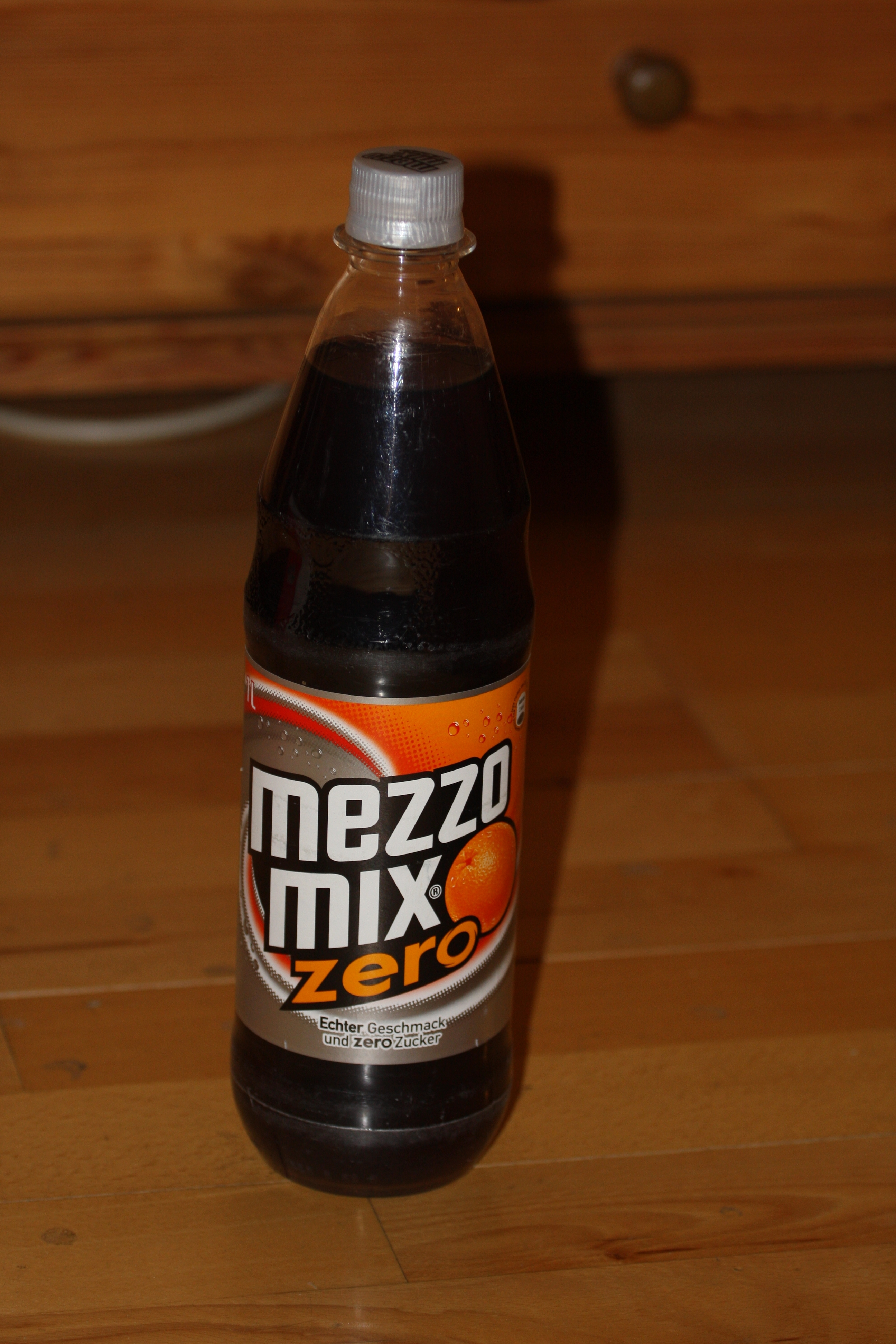
Een 1 liter-fles Mezzo Mix Zero

Mezzo Mix is een in Duitsland, Oostenrijk en Zwitserland verkrijgbare, cafeïnehoudende frisdrank met plantenextracten, suiker en een lichte sinaasappelsmaak. De frisdrank werd in 1973 in Beieren op de markt gebracht als alcoholvrije sportdrank voor wielrenners. De limonade lijkt sterk op Spezi en Schwip Schwap, en wordt vanaf de jaren 80 in de gehele Bondsrepubliek op de markt gebracht door Coca-Cola Deutschland.
In de jaren 90 bestond er naast de reguliere variant ook een sinaasappel- en lemonsmaak. Deze was bij de consument niet geliefd en werd uit de handel genomen. In 2003 bracht Coca-Cola een colavariant met lemonsmaak op de markt die wel een succes werd. Inmiddels bestaat er van Mezzo Mix ook een "Zero"-variant, die bevat geen suiker maar zoetstof.
In Nederland wordt sinds 2016 Mezzo Mix verkocht onder de naam Fanta Mezzo.